# テージセー 〜1461日の記憶〜
テージセー 〜1461日の記憶〜（ - 1461にちのきおく）は、日本テレビ系列全国ネットおよびテレビ大分（フジテレビ系列とのクロスネット局）、福井放送（テレビ朝日系列とのクロスネット局、放送日時は後述）で、2007年7月23日から8月13日まで、毎週月曜日22:00 - 22:54（JST）の時間帯に4週連続で放送されたドキュメンタリー番組である。
日本テレビが展開した2007年夏のキャンペーン「学校って、なに?」と連動した特別企画であり、『夏ドキュ!』のメイン番組として、局を挙げて大々的に取り扱われた。
2010年には、番組の映像をもとに再構成し、追加取材を経て制作された映画『月あかりの下で ある定時制高校の記憶』が公開された。

## 概要
- 埼玉県立浦和商業高等学校の定時制課程に通う生徒たちと教師の4年間（2002年 - 2006年）を撮影したもの。10代の若者ならではの複雑な心情や生活環境を事細かに描いている。1461日間のドキュメント取材を編集したVTRブロックと、日本テレビ報道フロアの特設スタジオで、久米宏とゲストが生放送で進行するブロックで構成されている。
- 1461日間という長期密着取材を敢行した。長期の取材により、その対象である定時制生徒たちはカメラを意識することがなくなり、ありのままの自然な姿が映し出されている。
- なお、浦和商業定時制課程は2008年3月に閉校となっている。

## 出演者
- ナビゲーター：久米宏
- ゲスト
  - 第1回：関根麻里
  - 第2回：平山あや
  - 第3回：中江有里
  - 第4回：土屋アンナ
- ナレーター：風吹ジュン

## 放送時間
（以下、JSTである。）
- 2007年7月23日 - 8月6日：22:00 - 22:54
- 2007年8月13日：22:00 - 23:09（15分拡大[1]）

### 遅れネットについて
- 福井放送は日曜日16時台からの遅れネットとなっていた（2007年7月クールの月曜日22時台には、テレビ朝日の木曜ドラマ「菊次郎とさき」が組まれていた）。なお、月曜日22時台における「木曜ドラマ」遅れネットは2008年3月改編を以って終了しており、同年4月以降の同時間は日本テレビ「オジサンズ11」を同時ネットした。逆にそれまで同時ネットだった日テレ土曜ドラマを1週間の遅れネットに降格させたが、これは「オジサンズ11」同時ネット化の名目でテレビ朝日木曜ドラマと枠交換をしたためである。

## 内容
- STORY1（7月23日）：「夜の入学式〜ヤンキー娘の恋と孤独〜」
- STORY2（7月30日）：「女子高生、母になる〜涙・妊娠・休学…手首の傷のワケ〜」
- STORY3（8月6日）：「学校がなくなる!〜彼女を救え…熱血教師の涙〜」
- STORY4（8月13日）：「日本一の卒業式〜酔っぱらい、少年院帰り…それぞれの巣立ち〜」

## スタッフ
- 構成：田代裕
- TM（テクニカルマネージャー）：伊東俊哉
- TD（テクニカルディレクター）：館野真也
- SW（スイッチャー）：三井隆裕
- CAM（カメラ）：米田博之
- 撮影：片岡高志
- 音声：今村公威
- 調整：天内理絵
- 照明：高橋明宏
- タイトル：加藤真由美
- 美術プロデューサー：磯村英俊
- セットデザイン：加藤真一郎
- 編集：佐藤幸一、近藤雅明
- ミキサー：浜口崇
- 音効：増子彰
- 広報：高松美緒
- スタジオ演出：板倉裕司、田ノ頭洋一
- ドキュメントディレクター・撮影：太田直子
- ディレクター：根岸耕平
- プロデューサー：谷崎総一郎、田野稔、日笠昭彦
- チーフプロデューサー：智片健二
- 技術協力：日テレ・テクニカル・リソーシズ（NITRO）
- 美術協力：日テレアート
- 制作協力：グループ現代、オフィストゥーワン
- 製作著作：日本テレビ（表記は「日テレ」）

## 映画
『月あかりの下で ある定時制高校の記憶』（つきあかりのしたで あるていじせいこうこうのきおく）は、上記のドキュメンタリー番組『テージセー 〜1461日の記憶〜』の取材映像をもとに再構成し、追加取材を経て制作されたドキュメンタリー映画。
2010年8月21日にポレポレ東中野で公開され、以後全国で順次公開された。同年9月、あいち国際女性映画祭で愛知県興行協会賞を受賞。同年10月、第7回文化庁映画賞で文化記録映画優秀賞を受賞。 

### スタッフ
- 演出・撮影・編集・ナレーション：太田直子
- プロデューサー：田野稔
- 撮影：家塚信、大野夏郎
- 録音：高木創（東京テレビセンター）
- 音楽効果：合田享生
- 協力：埼玉県立浦和商業高校定時制課程 卒業生・先生・保護者・関係者、日本テレビ『NNNドキュメント』（智片健二、日笠昭彦、佐藤幸一、小野裕子）、鈴木正義、仲宗根千尋、川井田博幸、猿田ゆう
- 映像協力：日本テレビ報道局『テージセー 〜1461日の記憶〜』
- 製作著作：グループ現代